# NGC 2711
NGC 2711 est une galaxie spirale barrée située dans la constellation du Cancer. NGC 2711 a été découverte par l'astronome allemand Albert Marth en 1864.

## Caractéristiques
Sa vitesse par rapport au fond diffus cosmologique est de 6 438 ± 20 km/s, ce qui correspond à une distance de Hubble de 95,0 ± 6,7 Mpc (∼310 millions d'al).
La galaxie NGC 2711 présente une large raie HI.
Selon la base de données Simbad, NGC 2711 est une radiogalaxie.